# Kisantu
Kisantu ist eine Stadt im Westen der Demokratischen Republik Kongo mit 77.797 Einwohnern (Stand 2010). Sie liegt etwa 120 km südlich der Hauptstadt Kinshasa am Fluss Inkisi in der Provinz Kongo Central.
Kisantu ist Sitz des Bistums Kisantu. Am Rande der Stadt befindet sich die Kathedrale von Kisantu, die 1926 von belgischen Jesuiten gebaut wurde. Selbige legten im Jahr 1900 auch den botanischen Garten an, der der bedeutendste in Zentralafrika ist. Nach Jahren des Verfalls wurde er ab 2004 wieder aufgebaut und ist inzwischen eine der bedeutenden Sehenswürdigkeiten der DR Kongo.